# Драмски църковен музей
Драмският църковен музей (на гръцки: Εκκλησιαστικό Μουσείο Δράμας, Μουσείο Εκκλησιαστικής Τέχνης την Ιεράς Μητροπόλεως Δράμας) е музей в град Драма, Гърция.

## История
Музеят на църковното изкуство на Драмската митрополия е създаден в 1999 година по време на управлението на митрополит Дионисий II Драмски. Музеят е разположен в обновено крило на сградата на бившия интернат на митрополията на улица „Елевтериос Венизелос“. В него на пет етажа са изложени ценни експонати на християнското изкуство от региона.
В музея са изложени резбовани царски двери и иконостаси. Иконите на Света Богородица Одигитрия и Иисус Христос са от XIII век. В колекцията има и ценни икони от XVII и предимно от XIX век – дело на местни майстори. Изложени са и ценни църковни книги, утвар и одежди на различни зъхненски, неврокопски и драмски митрополити, сред които тези на Хрисостом Драмски.
Много от експонатите в музея са донесени от бежанците от Мала Азия и Понт в 1922 година от църквите в техните родни селища.
- Одеждите на митрополит Хрисостом Драмски
- Икони от XVIII – XIX век
- Кръст за освещаване на вода, XIX век